# Richard Yates
Richard Yates (Yonkers, 3 de fevereiro de 1926 — Birmingham , 7 de novembro de 1992) foi um escritor de ficção norte-americano, conhecido por suas obras que retratam a vida no século XX. Seu trabalho mais famoso é Revolutionary Road, de 1961. 